# 荏原郡
荏原郡（日语：／ Ebara gun */?）为过去日本东京府（今东京都）辖下的郡，辖区包含现在东京都品川区、目黑区、大田区三区全域、世田谷区的大半区域，已于1932年10月1日，17町2村全编入东京市，荏原郡因无管辖町村而废除。

## 沿革

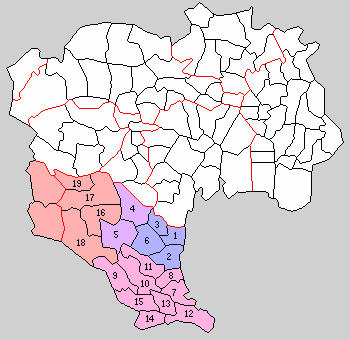
1.品川町 2.大井村 3.大崎村 4.目黑村 5.碑衾村 6.平塚村 7.大森村 8.入新井村 9.調布村 10.池上村 11.馬込村 12.羽田村 13.蒲田村 14.六鄉村 15.矢口村 16.駒澤村 17.世田谷村 18.玉川村 19.松澤村（藍：品川區 紫：目黑區 紅：大田區 橙：世田谷區）

- 1878年7月22日 - 随着郡区町村编制法的施行，旧武藏国荏原郡成立。
- 1889年5月1日 - 町村制施行，荏原郡下辖品川町（日语：品川町）以及18个村。（1町18村）
- 1890年 - 郡制施行，郡役所设置于品川町。
- 1897年7月20日 - 大森村改制为大森町。（2町17村）
- 1907年10月8日 - 羽田村改制为羽田町。（3町16村）
- 1908年8月1日 - （5町14村）
  - 大井村改制为大井町。
  - 大崎村改制为大崎町。
- 1919年8月1日 - 入新井村改制为入新井町。（6町13村）
- 1922年10月10日 - 蒲田村改制为蒲田町。（7町12村）
- 1922年12月1日 - 目黑村改制为目黑町。（8町11村）
- 1923年4月1日 - 世田谷村改制为世田谷町。（9町10村）
- 1925年10月1日 - 驹泽村改制为驹泽町。（10町9村）
- 1926年4月1日 - 平冢村改制为平冢町。（11町8村）
- 1926年8月1日 - 池上村改制为池上町。（12町7村）
- 1927年4月1日 - 碑衾村改制为碑衾町。（13町6村）
- 1927年8月1日 - 平冢町更名为荏原町。
- 1928年1月1日 - 马込村改制为马込町。（14町5村）
- 1928年2月11日 - 矢口村改制为矢口町。（15町4村）
- 1928年4月1日 - （17町2村）
  - 六乡村改制为六乡町。
  - 调布村施行町制，改称东调布町。
- 1932年10月1日 - （荏原郡废除）
  - 品川町、大井町、大崎町合并新设东京市品川区。
  - 目黑町、碑衾町合并新设东京市目黑区。
  - 荏原町改设东京市荏原区。
  - 大森町、入新井町、池上町、马込町、东调布町合并新设东京市大森区。
  - 蒲田町、羽田町、矢口町、六乡町合并新设东京市蒲田区。
  - 世田谷町、驹泽町、玉川村、松泽村合并新设东京市世田谷区。
- 1947年3月15日
  - 品川区、荏原区合并新设品川区。
  - 大森区、蒲田区合并新设大田区。

| 1889年 | 1889年5月1日 | 1889年 - 1912年      | 1912年 - 1926年       | 1926年 - 1944年                   | 1926年 - 1944年                   | 1926年 - 1944年             | 1945年 - 1964年            | 1945年 - 1964年       | 1965年 - 1989年 | 1989年 - 现在 | 现在     |
| ------ | ------------ | -------------------- | --------------------- | --------------------------------- | --------------------------------- | --------------------------- | -------------------------- | --------------------- | --------------- | ------------- | -------- |
|        | 品川町       | 品川町               | 品川町                | 1932年10月1日 并入东京市 品川区   | 1932年10月1日 并入东京市 品川区   | 1943年7月1日 东京都品川区   | 1947年3月15日 东京都品川区 | 1947年5月3日 特別区制 | 品川区          | 品川区        | 品川区   |
|        | 大井村       | 1908年8月1日 大井町  | 大井町                | 1932年10月1日 并入东京市 品川区   | 1932年10月1日 并入东京市 品川区   | 1943年7月1日 东京都品川区   | 1947年3月15日 东京都品川区 | 1947年5月3日 特別区制 | 品川区          | 品川区        | 品川区   |
|        | 大崎村       | 1908年8月1日 大崎町  | 大崎町                | 1932年10月1日 并入东京市 品川区   | 1932年10月1日 并入东京市 品川区   | 1943年7月1日 东京都品川区   | 1947年3月15日 东京都品川区 | 1947年5月3日 特別区制 | 品川区          | 品川区        | 品川区   |
|        | 平塚村       | 平塚村               | 1926年4月1日 平冢町   | 1927年7月1日 改称 荏原町          | 1932年10月1日 并入东京市 荏原区   | 1943年7月1日 东京都荏原区   | 1947年3月15日 东京都品川区 | 1947年5月3日 特別区制 | 品川区          | 品川区        | 品川区   |
|        | 目黒村       | 目黒村               | 1922年12月1日 目黑町  | 目黒町                            | 1932年10月1日 并入东京市 目黒区   | 1943年7月1日 东京都目黒区   | 1947年5月3日 特別区制      | 1947年5月3日 特別区制 | 目黒区          | 目黒区        | 目黑区   |
|        | 碑衾村       | 碑衾村               | 碑衾村                | 1927年4月1日 碑衾町               | 1932年10月1日 并入东京市 目黒区   | 1943年7月1日 东京都目黒区   | 1947年5月3日 特別区制      | 1947年5月3日 特別区制 | 目黒区          | 目黒区        | 目黑区   |
|        | 大森村       | 1897年7月20日 大森町 | 大森町                | 大森町                            | 1932年10月1日 并入东京市 大森区   | 1943年7月1日 东京都大森区   | 1947年3月15日 东京都大田区 | 1947年5月3日 特別区制 | 大田区          | 大田区        | 大田区   |
|        | 入新井村     | 入新井村             | 1919年8月1日 入新井町 | 入新井町                          | 1932年10月1日 并入东京市 大森区   | 1943年7月1日 东京都大森区   | 1947年3月15日 东京都大田区 | 1947年5月3日 特別区制 | 大田区          | 大田区        | 大田区   |
|        | 池上村       | 池上村               | 1926年8月1日 池上町   | 池上町                            | 1932年10月1日 并入东京市 大森区   | 1943年7月1日 东京都大森区   | 1947年3月15日 东京都大田区 | 1947年5月3日 特別区制 | 大田区          | 大田区        | 大田区   |
|        | 马込村       | 马込村               | 马込村                | 1928年1月1日 马込町               | 1932年10月1日 并入东京市 大森区   | 1943年7月1日 东京都大森区   | 1947年3月15日 东京都大田区 | 1947年5月3日 特別区制 | 大田区          | 大田区        | 大田区   |
|        | 调布村       | 调布村               | 调布村                | 1928年4月1日 町制改称 东调布町    | 1932年10月1日 并入东京市 大森区   | 1943年7月1日 东京都大森区   | 1947年3月15日 东京都大田区 | 1947年5月3日 特別区制 | 大田区          | 大田区        | 大田区   |
|        | 羽田村       | 1907年10月8日 羽田町 | 羽田町                | 羽田町                            | 1932年10月1日 并入东京市 蒲田区   | 1943年7月1日 東京都蒲田区   | 1947年3月15日 东京都大田区 | 1947年5月3日 特別区制 | 大田区          | 大田区        | 大田区   |
|        | 蒲田村       | 蒲田村               | 1922年10月10日 蒲田町 | 蒲田町                            | 1932年10月1日 并入东京市 蒲田区   | 1943年7月1日 東京都蒲田区   | 1947年3月15日 东京都大田区 | 1947年5月3日 特別区制 | 大田区          | 大田区        | 大田区   |
|        | 矢口村       | 矢口村               | 矢口村                | 1928年2月11日 矢口町              | 1932年10月1日 并入东京市 蒲田区   | 1943年7月1日 東京都蒲田区   | 1947年3月15日 东京都大田区 | 1947年5月3日 特別区制 | 大田区          | 大田区        | 大田区   |
|        | 六乡村       | 六乡村               | 六乡村                | 1928年4月1日 六乡町               | 1932年10月1日 并入东京市 蒲田区   | 1943年7月1日 東京都蒲田区   | 1947年3月15日 东京都大田区 | 1947年5月3日 特別区制 | 大田区          | 大田区        | 大田区   |
|        | 世田谷村     | 世田谷村             | 1923年4月1日 世田谷町 | 1932年10月1日 并入东京市 世田谷区 | 1932年10月1日 并入东京市 世田谷区 | 1943年7月1日 东京都世田谷区 | 1947年5月3日 特別区制      | 1947年5月3日 特別区制 | 世田谷区        | 世田谷区      | 世田谷区 |
|        | 驹泽村       | 驹泽村               | 1925年10月1日 驹泽町  | 1932年10月1日 并入东京市 世田谷区 | 1932年10月1日 并入东京市 世田谷区 | 1943年7月1日 东京都世田谷区 | 1947年5月3日 特別区制      | 1947年5月3日 特別区制 | 世田谷区        | 世田谷区      | 世田谷区 |
|        | 玉川村       | 玉川村               | 玉川村                | 1932年10月1日 并入东京市 世田谷区 | 1932年10月1日 并入东京市 世田谷区 | 1943年7月1日 东京都世田谷区 | 1947年5月3日 特別区制      | 1947年5月3日 特別区制 | 世田谷区        | 世田谷区      | 世田谷区 |
|        | 松泽村       | 松泽村               | 松泽村                | 1932年10月1日 并入东京市 世田谷区 | 1932年10月1日 并入东京市 世田谷区 | 1943年7月1日 东京都世田谷区 | 1947年5月3日 特別区制      | 1947年5月3日 特別区制 | 世田谷区        | 世田谷区      | 世田谷区 |